# دنيس كينغ
دنيس كينغ (بالإنجليزية: Dennis King)‏ هو كاتب أمريكي، ولد في 24 سبتمبر 1952 في أوكلاند في الولايات المتحدة.